# Prêmio Shell de Teatro de Melhor Atriz
O Prêmio Shell de Melhor Atriz em Teatro é entregue anualmente nas cidades de São Paulo e Rio de Janeiro, dentre de uma premiação geral que também premia outras categorias. Esse prêmio é destinado à melhor atuação dos palcos de São Paulo e Rio de Janeiro por uma atriz, sem divisão entre protagonista ou coadjuvante. A categoria existe desde a criação do prêmio, em 1988. A primeira ganhadora por São Paulo foi Cláudia Mello por As Margens do Ipiranga, enquanto que no Rio de Janeiro foi Denise Stoklos por Mary Stuart.
Algumas atrizes já ganharam o prêmio duplamente, entre elas: Laura Cardoso, Eva Wilma, Suely Franco, Beth Goulart, e Andréa Beltrão.

## Vencedoras e Indicadas

### Década de 1980
1988 (São Paulo):
| Atriz         | Peça                   | Resultado |
| ------------- | ---------------------- | --------- |
| Cláudia Mello | As Margens do Ipiranga | Venceu    |

1988 (Rio de Janeiro):
| Atriz          | Peça        | Resultado |
| -------------- | ----------- | --------- |
| Denise Stoklos | Mary Stuart | Venceu    |

1989 (São Paulo):
| Atriz       | Peça                            | Resultado |
| ----------- | ------------------------------- | --------- |
| Rosi Campos | Você Vai Ver o Que Você Vai Ver | Venceu    |

1989 (Rio de Janeiro):
| Atriz          | Peça             | Resultado |
| -------------- | ---------------- | --------- |
| Marieta Severo | A Estrela do Lar | Venceu    |

### Década de 1990
1990 (São Paulo):
| Atriz         | Peça                            | Resultado |
| ------------- | ------------------------------- | --------- |
| Laura Cardoso | Vem Buscar-me que Ainda sou Teu | Venceu    |

1990 (Rio de Janeiro):
| Atriz        | Peça                   | Resultado |
| ------------ | ---------------------- | --------- |
| Débora Bloch | Fica Comigo Esta Noite | Venceu    |

1990 (Rio de Janeiro):
| Atriz            | Peça              | Resultado |
| ---------------- | ----------------- | --------- |
| Ileana Kwasinski | A Vida é um Sonho | Venceu    |

1991 (Rio de Janeiro):
| Atriz      | Peça            | Resultado |
| ---------- | --------------- | --------- |
| Vera Holtz | Um Certo Hamlet | Venceu    |

1992 (São Paulo):
| Atriz      | Peça                | Resultado |
| ---------- | ------------------- | --------- |
| Xuxa Lopes | A Morte e a Donzela | Venceu    |

1992 (Rio de Janeiro):
| Atriz         | Peça                     | Resultado |
| ------------- | ------------------------ | --------- |
| Irene Ravache | Uma Relação tão Delicada | Venceu    |

1993 (São Paulo):
| Atriz             | Peça                  | Resultado |
| ----------------- | --------------------- | --------- |
| Laura Cardoso     | Vereda da Salvação    | Venceu    |
| Ana Lúcia Cardoso | Senhora Klein         | Indicada  |
| Helen Helene      | Almanaque Brasil      | Indicada  |
| Stella Freitas    | Com Minha Mãe Estarei | Indicada  |

1993 (Rio de Janeiro):
| Atriz        | Peça                                | Resultado |
| ------------ | ----------------------------------- | --------- |
| Lilia Cabral | Solteira, Casada, Viúva, Divorciada | Venceu    |

1994 (São Paulo):
| Atriz          | Peça                   | Resultado |
| -------------- | ---------------------- | --------- |
| Magali Biff    | K                      | Venceu    |
| Julia Lemmertz | Eu Sei Que Vou te Amar | Indicada  |

(1994) Rio de Janeiro:
| Atriz     | Peça          | Resultado |
| --------- | ------------- | --------- |
| Eva Wilma | Querida Mamãe | Venceu    |

1995 (São Paulo):
| Atriz          | Peça                | Resultado | Ref.  |
| -------------- | ------------------- | --------- | ----- |
| Eva Wilma      | Querida Mamãe       | Venceu    | [ 1 ] |
| Beatriz Segall | Três Mulheres Altas | Indicada  | [ 1 ] |
| Teuda Bara     | Rua da Amargura     | Indicada  | [ 1 ] |
| Agnes Zuliani  | Boa Noite Mãe       | Indicada  | [ 1 ] |

1995 (Rio de Janeiro):
| Atriz          | Peça                 | Resultado |
| -------------- | -------------------- | --------- |
| Ivone Hoffmann | Como Diria Montaigne | Venceu    |
| Vera Holtz     | Pérola               | Indicada  |

1996 (São Paulo):
| Atriz                 | Peça         | Resultado |
| --------------------- | ------------ | --------- |
| Maria Alice Vergueiro | No Alvo      | Venceu    |
| Marília Pêra          | Master Class | Indicada  |
| Susana Ribeiro        | Melodrama    | Indicada  |
| Vera Holtz            | Pérola       | Indicada  |

1996 (Rio de Janeiro):
| Atriz           | Peça                                  | Resultado | Ref.  |
| --------------- | ------------------------------------- | --------- | ----- |
| Betty Goffman   | O Burguês Ridículo                    | Venceu    | [ 2 ] |
| Zezé Polessa    | Florbela Espanca - A Bela do Alentejo | Indicada  | [ 2 ] |
| Susana Ribeiro  | Submarino                             | Indicada  | [ 2 ] |
| Cristina Guinle | A Dama do Mar                         | Indicada  | [ 2 ] |

1997 (São Paulo):
| Atriz        | Peça           | Resultado |
| ------------ | -------------- | --------- |
| Débora Duboc | Senhorita Else | Venceu    |

1997 (Rio de Janeiro):
| Atriz          | Peça             | Resultado | Ref.  |
| -------------- | ---------------- | --------- | ----- |
| Carmen Leonora | O Malfeitor      | Venceu    | [ 3 ] |
| Guta Stresser  | O Casamento      | Indicada  | [ 3 ] |
| Beth Goulart   | Tristão e Isolda | Indicada  | [ 2 ] |

1998 (São Paulo):
| Atriz           | Peça       | Resultado | Ref.  |
| --------------- | ---------- | --------- | ----- |
| Bete Coelho     | Cacilda!   | Venceu    | [ 4 ] |
| Selma Egrei     | Fausto     | Indicada  | [ 4 ] |
| Fernanda Torres | Da Gaivota | Indicada  | [ 4 ] |
| Clara Carvalho  | Ivanov     | Indicada  | [ 4 ] |

1998 (Rio de Janeiro):
| Atriz         | Peça        | Resultado |
| ------------- | ----------- | --------- |
| Nicette Bruno | Somos Irmãs | Venceu    |
| Suely Franco  | Somos Irmãs | Venceu    |

1999 (São Paulo) :
| Atriz           | Peça              | Resultado | Ref.  |
| --------------- | ----------------- | --------- | ----- |
| Suely Franco    | Somos Irmãs       | Venceu    | [ 5 ] |
| Magali Biff     | A Boneca do Barco | Indicada  | [ 5 ] |
| Débora Duboc    | A Arte da Comédia | Indicada  | [ 5 ] |
| Denise Weinberg | Navalha na Carne  | Indicada  | [ 5 ] |

1999 (Rio de Janeiro) :
| Atriz           | Peça           | Resultado | Ref.  |
| --------------- | -------------- | --------- | ----- |
| Soraya Ravenle  | Dolores        | Venceu    | [ 6 ] |
| Bianca Byington | E Aí, Comeu?   | Indicada  | [ 6 ] |
| Guta Stresser   | Tudo no Timing | Indicada  | [ 6 ] |
| Eliane Costa    | Tartufo        | Indicada  | [ 6 ] |

### Década de 2000
2000 (São Paulo):
| Atriz         | Peça                      | Resultado | Ref.  |
| ------------- | ------------------------- | --------- | ----- |
| Leona Cavalli | Toda Nudez Será Castigada | Venceu    | [ 7 ] |
| Berta Zemel   | Anjo Duro                 | Indicada  | [ 7 ] |
| Mariana Lima  | Apocalipse 1,11           | Indicada  | [ 7 ] |
| Vera Mancini  | Ópera do Malandro         | Indicada  | [ 7 ] |

2000 (Rio de Janeiro):
| Atriz          | Peça                | Resultado | Ref.  |
| -------------- | ------------------- | --------- | ----- |
| Beth Goulart   | Decadência          | Venceu    | [ 7 ] |
| Glória Menezes | Jornada de um Poema | Indicada  | [ 7 ] |
| Maitê Proença  | Isabel              | Indicada  | [ 7 ] |
| Arlete Salles  | A Vida Passa        | Indicada  | [ 7 ] |

2001 (São Paulo):
| Atriz                 | Peça               | Resultado | Ref.  |
| --------------------- | ------------------ | --------- | ----- |
| Clara Carvalho        | Os Órfãos de Jânio | Venceu    | [ 8 ] |
| Malu Pessin           | Os Órfãos de Jânio | Indicada  | [ 8 ] |
| Cleide Eunice Queiroz | Gota D'Água        | Indicada  | [ 8 ] |
| Ana Lúcia Torre       | Rose Rose          | Indicada  | [ 8 ] |

2001 (Rio de Janeiro) :
| Atriz           | Peça               | Resultado | Ref.  |
| --------------- | ------------------ | --------- | ----- |
| Stella Miranda  | South American Way | Venceu    | [ 8 ] |
| Andréa Beltrão  | A Memória da Água  | Indicada  | [ 8 ] |
| Heloísa Périssé | Cócegas            | Indicada  | [ 8 ] |
| Renata Collaço  | O Carrasco         | Indicada  | [ 8 ] |

2002 (São Paulo) :
| Atriz           | Peça                    | Resultado | Ref.  |
| --------------- | ----------------------- | --------- | ----- |
| Juliana Galdino | Medéia 2                | Venceu    | [ 9 ] |
| Clara Carvalho  | FrankensteinS           | Indicada  | [ 8 ] |
| Leona Cavalli   | Um Bonde Chamado Desejo | Indicada  | [ 8 ] |
| Isabel Teixeira | Um Bonde Chamado Desejo | Indicada  | [ 8 ] |

2002 (Rio de Janeiro):
| Atriz          | Peça                                  | Resultado | Ref.  |
| -------------- | ------------------------------------- | --------- | ----- |
| Andréa Beltrão | A Prova                               | Venceu    | [ 8 ] |
| Cleyde Yáconis | Longa Jornada de um Dia Noite Adentro | Indicada  | [ 8 ] |
| Drica Moraes   | Mamãe Não Pode Saber                  | Indicada  | [ 8 ] |
| Simone Mazzer  | Pessoas Invisíveis                    | Indicada  | [ 8 ] |

2003 (São Paulo) :
| Atriz            | Peça                     | Resultado | Ref.   |
| ---------------- | ------------------------ | --------- | ------ |
| Fernanda Torres  | A Casa dos Budas Ditosos | Venceu    | [ 10 ] |
| Cácia Goulart    | Navalha na Carne         | Indicada  | [ 10 ] |
| Dulce Muniz      | Antígona                 | Indicada  | [ 10 ] |
| Nani de Oliveira | Otelo                    | Indicada  | [ 10 ] |

2003 (Rio de Janeiro) :
| Atriz                | Peça                             | Resultado | Ref.   |
| -------------------- | -------------------------------- | --------- | ------ |
| Guida Vianna         | Nada de Pânico                   | Venceu    | [ 11 ] |
| Lucinha Lins         | Ópera do Malandro                | Indicada  | [ 11 ] |
| Iléa Ferraz          | Nunca Pensei Que Ia Ver Esse Dia | Indicada  | [ 11 ] |
| Alessandra Maestrini | O Casamento do Pequeno Burguês   | Indicada  | [ 11 ] |

2004 (São Paulo) :
| Atriz         | Peça                | Resultado | Ref.   |
| ------------- | ------------------- | --------- | ------ |
| Marília Pêra  | Mademoiselle Chanel | Venceu    | [ 12 ] |
| Débora Duboc  | A Cabeça            | Indicada  | [ 12 ] |
| Ester Laccava | Garotas da Quadra   | Indicada  | [ 12 ] |
| Arieta Corrêa | O Canto de Gregório | Indicada  | [ 12 ] |

2004 (Rio de Janeiro):
| Atriz           | Peça                                      | Resultado | Ref.   |
| --------------- | ----------------------------------------- | --------- | ------ |
| Gisele Fróes    | Deve Haver Algum Sentido em Mim que Basta | Venceu    | [ 13 ] |
| Guta Stresser   | Mais uma Vez Amor                         | Indicada  | [ 14 ] |
| Malu Galli      | Conjugado                                 | Indicada  | [ 14 ] |
| Totia Meireles  | Cristal Bacarach                          | Indicada  | [ 13 ] |
| Cristina Flores | Dilacerado                                | Indicada  | [ 14 ] |

2005 (São Paulo) :
| Atriz           | Peça                         | Resultado | Ref.   |
| --------------- | ---------------------------- | --------- | ------ |
| Denise Weinberg | Oração para um pé de chinelo | Venceu    | [ 15 ] |
| Cleyde Yáconis  | Cinema Éden                  | Indicada  | [ 15 ] |
| Lígia Cortez    | A Entrevista                 | Indicada  | [ 15 ] |
| Bete Dorgam     | El Dia Que Me Quieras        | Indicada  | [ 15 ] |
| Ângela Barros   | A Vida na Praça Roosevelt    | Indicada  | [ 15 ] |

2005 (Rio de Janeiro):
| Atriz           | Peça                                           | Resultado | Ref.   |
| --------------- | ---------------------------------------------- | --------- | ------ |
| Deborah Evelyn  | Baque                                          | Venceu    | [ 16 ] |
| Lília Cabral    | Divã'                                          | Indicada  | [ 16 ] |
| Patrícia Selonk | Toda Nudez Será Castigada                      | Indicada  | [ 16 ] |
| Mônica Martelli | Os Homens São de Marte...e É pra Lá que Eu Vou | Indicada  | [ 16 ] |
| Andréa Beltrão  | Sonata de Outono                               | Indicada  | [ 16 ] |

2006 (São Paulo):
| Atriz           | Peça                    | Resultado | Ref.   |
| --------------- | ----------------------- | --------- | ------ |
| Georgette Fadel | Gota D'água - Breviário | Venceu    | [ 17 ] |
| Magali Biff     | Esperando Godot         | Indicada  | [ 17 ] |
| Cris Rocha      | Ferro em Brasa          | Indicada  | [ 17 ] |
| Selma Egrei     | Senhora Macbeth         | Indicada  | [ 17 ] |
| Vera Lamy       | Nonada                  | Indicada  | [ 17 ] |
| Fabiana Gugli   | Terra em Trânsito       | Indicada  | [ 17 ] |

2006 (Rio de Janeiro):
| Atriz             | Peça                            | Resultado | Ref.   |
| ----------------- | ------------------------------- | --------- | ------ |
| Clarice Niskier   | A Alma Imoral                   | Venceu    | [ 18 ] |
| Clarice Niskier   | Tudo Sobre Mulheres             | Indicada  | [ 18 ] |
| Lívia Falcão      | Caetana                         | Indicada  | [ 18 ] |
| Zezé Polessa      | Não Sou Feliz, Mas Tenho Marido | Indicada  | [ 18 ] |
| Helena Albergaria | O Círculo de Giz Caucasiano     | Indicada  | [ 18 ] |
| Stella Miranda    | Império                         | Indicada  | [ 18 ] |

2007 (São Paulo):
| Atriz          | Peça                                           | Resultado | Ref.   |
| -------------- | ---------------------------------------------- | --------- | ------ |
| Lúcia Romano   | Vemvai - o caminho dos mortos                  | Venceu    | [ 19 ] |
| Magali Biff    | Educação sentimental do vampiro                | Indicada  | [ 19 ] |
| Renata Zhaneta | A grande imprecação diante dos muros da cidade | Indicada  | [ 19 ] |
| Ester Laccava  | A Festa de Abigail                             | Indicada  | [ 19 ] |
| Nora Toledo    | Divinas palavras                               | Indicada  | [ 19 ] |
| Tânia Farias   | Kassandra in process                           | Indicada  | [ 19 ] |

2007 (Rio de Janeiro) :
| Atriz           | Peça                                                | Resultado | Ref.   |
| --------------- | --------------------------------------------------- | --------- | ------ |
| Andréa Beltrão  | As Centenárias                                      | Venceu    | [ 20 ] |
| Camila Amado    | O homem vivo                                        | Indicada  | [ 20 ] |
| Dani Barros     | Acqua Toffana                                       | Indicada  | [ 20 ] |
| Adriana Esteves | Virgolino Ferreira e Maria de Déa - Auto de angicos | Indicada  | [ 20 ] |
| Inez Viana      | A mulher que Escreveu a Bíblia                      | Indicada  | [ 20 ] |

2008 (São Paulo):
| Atriz           | Peça                                              | Resultado | Ref.   |
| --------------- | ------------------------------------------------- | --------- | ------ |
| Isabel Teixeira | Rainha[(s)] - duas atrizes em busca de um coração | Venceu    | [ 21 ] |
| Cácia Goulart   | Bartleby                                          | Indicada  | [ 21 ] |
| Paula Arruda    | O céu 5 minutos antes da tempestade               | Indicada  | [ 21 ] |
| Denise Fraga    | A alma boa de Setsuan                             | Indicada  | [ 21 ] |

2008 (Rio de Janeiro):
| Atriz             | Peça                                 | Resultado | Ref.   |
| ----------------- | ------------------------------------ | --------- | ------ |
| Patrícia Selonk   | Inveja dos anjos                     | Venceu    | [ 22 ] |
| Cristina Flores   | Memória afetiva de um amor esquecido | Indicada  | [ 22 ] |
| Drica Moraes      | A ordem do mundo                     | Indicada  | [ 22 ] |
| Gláucia Rodrigues | O santo e a porca                    | Indicada  | [ 22 ] |
| Susanna Kruger    | Casa de Laura                        | Indicada  | [ 22 ] |

2009 (São Paulo):
| Atriz               | Peça                              | Resultado | Ref.   |
| ------------------- | --------------------------------- | --------- | ------ |
| Fernanda Montenegro | Viver sem tempos mortos           | Venceu    | [ 23 ] |
| Betty Faria         | Shirley Valentine                 | Indicada  | [ 23 ] |
| Juliana Galdino     | Comunicação a uma academia        | Indicada  | [ 23 ] |
| Gilda Nomacce       | Music hall                        | Indicada  | [ 23 ] |
| Mariana Muniz       | O fantástico reparador de feridas | Indicada  | [ 23 ] |

2009 (Rio de Janeiro):
| Atriz            | Peça                              | Resultado | Ref.   |
| ---------------- | --------------------------------- | --------- | ------ |
| Beth Goulart     | Simplemente eu, Clarice Lispector | Venceu    | [ 24 ] |
| Cristina Pereira | A tartaruga de Darwin             | Indicada  | [ 24 ] |
| Solange Badin    | Oui oui… A França é aqui          | Indicada  | [ 24 ] |
| Bianca Byington  | Farsa da boa preguiça             | Indicada  | [ 24 ] |
| Marília Pêra     | Gloriosa                          | Indicada  | [ 24 ] |
| Sabrina Korgut   | Avenida Q                         | Indicada  | [ 24 ] |

2010 (São Paulo):
| Atriz           | Peça                            | Resultado | Ref.   |
| --------------- | ------------------------------- | --------- | ------ |
| Bete Dorgam     | Casting                         | Venceu    | [ 24 ] |
| Ana Lúcia Torre | Seria cômico se não fosse sério | Indicada  | [ 24 ] |
| Luciana Paes    | Escuro                          | Indicada  | [ 24 ] |
| Bel Kowarick    | Dueto para um                   | Indicada  | [ 24 ] |

### Década de 2010
2010 (Rio de Janeiro):
| Atriz           | Peça                                   | Resultado | Ref.   |
| --------------- | -------------------------------------- | --------- | ------ |
| Mariana Lima    | Pterodátilos                           | Venceu    | [ 24 ] |
| Miriam Freeland | Tomo suas mãos nas minhas              | Indicada  | [ 24 ] |
| Totia Meireles  | Gypsy                                  | Indicada  | [ 24 ] |
| Lilia Cabral    | Maria do Caritó                        | Indicada  | [ 24 ] |
| Sylvia Bandeira | Marlene Dietrich – as pernas do século | Indicada  | [ 24 ] |

2011 (São Paulo):
| Atriz                  | Peça                                      | Resultado |
| ---------------------- | ----------------------------------------- | --------- |
| Roberta Estrela D'Alva | Orfeu mestiço – Uma hip-hópera brasileira | Venceu    |
| Lavínia Pannunzio      | A ilusão cômica                           | Indicada  |
| Lavínia Pannunzio      | A serpente no jardim                      | Indicada  |
| Ester Laccava          | A árvore seca                             | Indicada  |

2011 (Rio de Janeiro):
| Atriz           | Peça                              | Resultado |
| --------------- | --------------------------------- | --------- |
| Dani Barros     | Estamira - Beira do Mundo         | Venceu    |
| Débora Olivieri | Rosa                              | Indicada  |
| Letícia Isnard  | A estupidez                       | Indicada  |
| Claudia Netto   | Judy Garland – O fim do arco-íris | Indicada  |
| Vera Holtz      | Palácio do Fim                    | Indicada  |

2012 (São Paulo):
| Atriz              | Peça                          | Resultado |
| ------------------ | ----------------------------- | --------- |
| Lavínia Pannunzio  | Um verão familiar             | Venceu    |
| Lucia Romano       | A travessia de Kalunga Grande | Indicada  |
| Walderez de Barros | Hécuba                        | Indicada  |
| Tania Casttello    | Maria Miss                    | Indicada  |

2012 (Rio de Janeiro):
| Atriz            | Peça             | Resultado |
| ---------------- | ---------------- | --------- |
| Renata Sorrah    | Esta criança     | Venceu    |
| Drica Moraes     | A primeira vista | Indicada  |
| Kelzy Ecard      | Breu             | Indicada  |
| Patricia Selonk  | A marca da água  | Indicada  |
| Simone Spoladore | Depois da queda  | Indicada  |

2013 (São Paulo):
| Atriz            | Peça                                                   | Resultado | Ref.   |
| ---------------- | ------------------------------------------------------ | --------- | ------ |
| Fernanda Azevedo | Morro como um país – cenas sobre a violência de estado | Venceu    | [ 25 ] |
| Luciana Paes     | Ficção                                                 | Indicada  | [ 25 ] |
| Rosana Stavis    | Árvores abatidas ou para Luis Melo                     | Indicada  | [ 25 ] |
| Cácia Goulart    | A morte de Ivan Ilitch                                 | Indicada  | [ 25 ] |
| Michelle Boesche | Os adultos estão na sala                               | Indicada  | [ 25 ] |

2013 (Rio de Janeiro):
| Atriz        | Peça                                   | Resultado | Ref.   |
| ------------ | -------------------------------------- | --------- | ------ |
| Laila Garin  | Elis, a musical                        | Venceu    | [ 25 ] |
| Camila Amado | O lugar escuro                         | Indicada  | [ 25 ] |
| Suely Franco | As mulheres de Grey Gardens- o musical | Indicada  | [ 25 ] |
| Bárbara Paz  | Venus em visom                         | Indicada  | [ 25 ] |
| Zezé Polessa | Quem tem medo de Virginia Woolf?       | Indicada  | [ 25 ] |

2014 (São Paulo):
| Atriz              | Peça                                  | Resultado | Ref.   |
| ------------------ | ------------------------------------- | --------- | ------ |
| Denise Del Vecchio | Trágica.3 – Electra Medéia Antígona   | Venceu    | [ 25 ] |
| Clara Carvalho     | Ou você poderia me beijar             | Indicada  | [ 25 ] |
| Gilda Nomacce      | Gotas d’água sobre pedras escaldantes | Indicada  | [ 25 ] |
| Renata Gaspar      | Não nem nada                          | Indicada  | [ 25 ] |

2014 (Rio de Janeiro):
| Atriz          | Peça                          | Resultado | Ref.   |
| -------------- | ----------------------------- | --------- | ------ |
| Stella Rabello | E se elas fossem para Moscou? | Venceu    | [ 25 ] |
| Julia Bernat   | E se elas fossem para Moscou? | Indicada  | [ 25 ] |
| Andrea Beltrão | Nômades                       | Indicada  | [ 25 ] |
| Suzana Faini   | Silêncio!                     | Indicada  | [ 25 ] |

2015 (São Paulo):
| Atriz                | Peça                    | Resultado | Ref.   |
| -------------------- | ----------------------- | --------- | ------ |
| Maria Luisa Mendonça | Um bonde chamado desejo | Venceu    | [ 26 ] |
| Clarice Niskier      | A lista                 | Indicada  | [ 25 ] |
| Christiane Torloni   | Master Class            | Indicada  | [ 25 ] |
| Taís Araújo          | No topo da montanha     | Indicada  | [ 25 ] |

2015 (Rio de Janeiro):
| Atriz             | Peça                             | Resultado | Ref.   |
| ----------------- | -------------------------------- | --------- | ------ |
| Carolina Virguez  | Caranguejo Overdrive             | Venceu    | [ 27 ] |
| Tatiana Tiburcio  | Salina, a última vértebra        | Indicada  | [ 27 ] |
| Suzana Faini      | Família Lyons                    | Indicada  | [ 27 ] |
| Alessandra Verney | Kiss me, Kate! O beijo da megera | Indicada  | [ 27 ] |

2016 (São Paulo):
| Atriz           | Peça                | Resultado | Ref.   |
| --------------- | ------------------- | --------- | ------ |
| Miriam Mehler   | Fora do mundo       | Venceu    | [ 28 ] |
| Regiane Alves   | Para tão longo amor | Indicada  | [ 28 ] |
| Denise Weinberg | Sínthia             | Indicada  | [ 28 ] |
| Juliana Galdino | Leite Derramado     | Indicada  | [ 28 ] |

2016 (Rio de Janeiro):
| Atriz          | Peça                                    | Resultado | Ref.   |
| -------------- | --------------------------------------- | --------- | ------ |
| Vilma Melo     | Chica da Silva, o musical               | Venceu    | [ 28 ] |
| Adassa Martins | Se eu fosse Iracema                     | Indicada  | [ 28 ] |
| Debora Bloch   | Os realistas                            | Indicada  | [ 28 ] |
| Helena Varvaki | A outra casa                            | Indicada  | [ 28 ] |
| Fernanda Nobre | O corpo da mulher como campo de batalha | Indicada  | [ 28 ] |

2017 (São Paulo):
| Atriz        | Peça                      | Resultado | Ref.   |
| ------------ | ------------------------- | --------- | ------ |
| Ilana Kaplan | Baixa Terapia             | Venceu    | [ 28 ] |
| Amanda Lyra  | Quarto 19                 | Indicada  | [ 28 ] |
| Mel Lisboa   | Boca de Ouro              | Indicada  | [ 28 ] |
| Denise Fraga | A Visita da Velha Senhora | Indicada  | [ 28 ] |

2017 (Rio de Janeiro):
| Atriz          | Peça                           | Resultado | Ref.   |
| -------------- | ------------------------------ | --------- | ------ |
| Yara de Novaes | Love Love Love                 | Venceu    | [ 29 ] |
| Aline Deluna   | Josephine Baker, a Vênus Negra | Indicada  | [ 29 ] |
| Guida Vianna   | Agosto                         | Indicada  | [ 29 ] |
| Letícia Isnard | Agosto                         | Indicada  | [ 29 ] |
| Juliane Bodini | Dançando no escuro             | Indicada  | [ 29 ] |

2018 (São Paulo):
| Atriz         | Peça              | Resultado | Ref.   |
| ------------- | ----------------- | --------- | ------ |
| Chris Couto   | A milionária      | Venceu    | [ 30 ] |
| Bete Coelho   | O terceiro sinal  | Indicada  | [ 30 ] |
| Regina Duarte | O leão no inverno | Indicada  | [ 30 ] |
| Fabiana Gugli | Refúgio           | Indicada  | [ 30 ] |

2018 (Rio de Janeiro):
| Atriz         | Peça                       | Resultado | Ref.   |
| ------------- | -------------------------- | --------- | ------ |
| Nena Inoue    | Para não Morrer            | Venceu    | [ 31 ] |
| Amanda Acosta | Bibi - uma vida em musical | Indicada  | [ 31 ] |
| Mariana Lima  | Cérebro Coração            | Indicada  | [ 31 ] |
| Gisele Fróes  | O imortal                  | Indicada  | [ 31 ] |
| Ana Kfouri    | Uma frase para minha mãe   | Indicada  | [ 31 ] |

2019 (São Paulo):
| Atriz              | Peça                    | Resultado | Ref.   |
| ------------------ | ----------------------- | --------- | ------ |
| Tânia Bondezan     | A Golondrina            | Venceu    | [ 32 ] |
| Helena Ignez       | Insônia – Titus Macbeth | Indicada  | [ 32 ] |
| Bete Coelho        | Mãe Coragem             | Indicada  | [ 32 ] |
| Virginia Buckowski | Casa Submersa           | Indicada  | [ 32 ] |

2019 (Rio de Janeiro):
| Atriz           | Peça                     | Resultado | Ref.   |
| --------------- | ------------------------ | --------- | ------ |
| Analu Prestes   | As Crianças              | Venceu    | [ 33 ] |
| Cláudia Ventura | A Verdade                | Indicada  | [ 33 ] |
| Stela Freitas   | As Crianças              | Indicada  | [ 33 ] |
| Carine Klimeck  | Giz 9                    | Indicada  | [ 33 ] |
| Letícia Soares  | A cor púrpura, o Musical | Indicada  | [ 33 ] |

### Década de 2020
2022 (São Paulo):
| Atriz               | Peça                                    | Resultado | Ref.   |
| ------------------- | --------------------------------------- | --------- | ------ |
| Verónica Valenttino | Brenda Lee e o Palácio das Princesas    | Venceu    | [ 34 ] |
| Ana Lucia Torre     | Longa Jornada Noite Adentro             | Indicada  | [ 35 ] |
| Laila Garin         | A Hora da Estrela ou o Canto de Macabéa | Indicada  | [ 35 ] |
| Clara Carvalho      | Um Inimigo do Povo                      | Indicada  | [ 35 ] |
| Assucena Assucena   | Mata teu Pai                            | Indicada  | [ 35 ] |
| Sara Antunes        | Anjo de Pedra                           | Indicada  | [ 35 ] |

2022 (Rio de Janeiro):
| Atriz                     | Peça                  | Resultado | Ref.   |
| ------------------------- | --------------------- | --------- | ------ |
| Vera Holtz                | Ficções               | Venceu    | [ 36 ] |
| Ana Carbatti              | Ninguém Sabe Meu Nome | Indicada  | [ 35 ] |
| Vilma Melo                | Mãe de Santo          | Indicada  | [ 35 ] |
| Andrea Beltrão            | O Espectador          | Indicada  | [ 35 ] |
| Vitória Jovem Xtravaganza | Sem Palavras          | Indicada  | [ 35 ] |
| Viní Ventania Xtravaganza | Sem Palavras          | Indicada  | [ 35 ] |

2023 (São Paulo):
| Atriz                | Peça                      | Resultado | Ref.   |
| -------------------- | ------------------------- | --------- | ------ |
| Grace Gianoukas      | Nasci para Ser Dercy      | Venceu    | [ 37 ] |
| Alessandra Maestrini | Kafka e a Boneca Viajante | Indicado  | [ 37 ] |
| Rosana Stavis        | A Aforista                | Indicado  | [ 37 ] |
| Tenca Silva          | Agropeça                  | Indicado  | [ 37 ] |

2023 (Rio de Janeiro):
| Atriz           | Peça               | Resultado | Ref.   |
| --------------- | ------------------ | --------- | ------ |
| Zahy Tentehar   | Azira'i            | Venceu    | [ 37 ] |
| Jéssica Barbosa | Em Busca de Judith | Indicado  | [ 37 ] |
| Nilda Andrade   | Pipas              | Indicado  | [ 37 ] |
| Alitta          | Chega de Saudade   | Indicado  | [ 37 ] |

2024 (São Paulo):
| Atriz          | Peça                                | Resultado | Ref.   |
| -------------- | ----------------------------------- | --------- | ------ |
| Mel Lisboa     | Rita Lee, uma Autobiografia Musical | Venceu    | [ 38 ] |
| Adriana Lessa  | A Partilha                          | Indicada  | [ 39 ] |
| Lucélia Santos | Vestido de Noiva                    | Indicada  | [ 39 ] |
| Noemi Marinho  | O Vazio na Mala                     | Indicada  | [ 39 ] |

2024 (Rio de Janeiro):
| Atriz            | Peça            | Resultado | Ref.   |
| ---------------- | --------------- | --------- | ------ |
| Débora Falabella | Prima Facie     | Venceu    | [ 40 ] |
| Andréa Beltrão   | Lady Tempestade | Indicada  | [ 39 ] |
| Débora Lamm      | Último Ensaio   | Indicada  | [ 39 ] |
| Ana Marlene      | Egoísta         | Indicada  | [ 39 ] |

## Atrizes mais premiadas e indicadas
| Vitórias | Atriz          |
| -------- | -------------- |
| 2        | Andréa Beltrão |
| 2        | Beth Goulart   |
| 2        | Eva Wilma      |
| 2        | Suely Franco   |
| 2        | Vera Holtz     |

| Indicações | Atriz           |
| ---------- | --------------- |
| 7          | Andréa Beltrão  |
| 5          | Vera Holtz      |
| 5          | Clara Carvalho  |
| 4          | Magali Biff     |
| 3          | Ana Lúcia Torre |
| 3          | Marília Pêra    |
| 3          | Suely Franco    |
| 3          | Beth Goulart    |
| 3          | Clarice Niskier |
| 3          | Drica Moraes    |
| 3          | Cácia Goulart   |
| 3          | Denise Weinberg |
| 3          | Débora Duboc    |
| 3          | Patricia Selonk |
| 3          | Guta Stresser   |
| 3          | Ester Laccava   |
| 3          | Zezé Polessa    |
| 3          | Juliana Galdino |
| 3          | Lilia Cabral    |
| 3          | Stela Freitas   |
| 3          | Bete Coelho     |
| 3          | Mariana Lima    |

1. 1 2 3 4  «Indicados aos principais prêmios Shell em SP». folha.uol.com.br. Consultado em 19 de maio de 2022
2. 1 2 3 4 5  «Vencedores do Prêmio Shell da temporada carioca saem hoje». folha.uol.com.br. Consultado em 19 de maio de 2022
3. 1 2  «Prêmio Shell divulga lista de indicados». Consultado em 19 de maio de 2022
4. 1 2 3 4  «Vencedores do 10º Prêmio Shell serão anunciados à noite». Consultado em 19 de maio de 2022
5. 1 2 3 4  «Indicados ao Prêmio Shell de 1999». Consultado em 19 de maio de 2022
6. 1 2 3 4  «Escolhidos os indicados para o Prêmio Shell de Teatro». Consultado em 19 de maio de 2022
7. 1 2 3 4 5 6 7 8  «Shell de Teatro escolhe os melhores de 2000». Consultado em 19 de maio de 2022
8. 1 2 3 4 5 6 7 8 9 10 11 12 13 14 15  «"Gota D'Água" e "Pólvora e Poesia" lideram indicações ao Shell em SP». Consultado em 19 de maio de 2022
9. ↑  «Prêmio Shell anuncia segunda leva de indicados». Consultado em 19 de maio de 2022
10. 1 2 3 4  «Prêmio Shell escolhe os melhores do Teatro em São Paulo». Consultado em 19 de maio de 2022
11. 1 2 3 4  «Shell divulga lista dos indicados ao Prêmio de Teatro». Consultado em 19 de maio de 2022
12. 1 2 3 4  «Saem os finalistas ao Prêmio Shell». Consultado em 19 de maio de 2022
13. 1 2  «Prêmio Shell de Teatro do Rio divulga relação dos indicados». Consultado em 19 de maio de 2022
14. 1 2 3  «Prêmio Shell de Teatro divulga indicados no Rio de Janeiro». Consultado em 19 de maio de 2022
15. 1 2 3 4 5  «Sai lista de indicados ao Prêmio Shell de São Paulo». Consultado em 19 de maio de 2022
16. 1 2 3 4 5  «Andréa Beltrão e Sérgio Brito são indicados ao Prêmio Shell». Consultado em 19 de maio de 2022
17. 1 2 3 4 5 6  «Lista completa dos indicados de São Paulo para o Prêmio Shell de Teatro». Consultado em 19 de maio de 2022
18. 1 2 3 4 5 6  «Prêmio Shell no Rio divulga segunda lista». Consultado em 19 de maio de 2022
19. 1 2 3 4 5 6  «Prêmio Shell de São Paulo divulga indicados do segundo semestre de 2007». Consultado em 19 de maio de 2022
20. 1 2 3 4 5  «Sai segunda lista de indicados ao Prêmio Shell de Teatro». Consultado em 19 de maio de 2022
21. 1 2 3 4  «Prêmio Shell de São Paulo divulga indicados do segundo semestre de 2007». Consultado em 19 de maio de 2022
22. 1 2 3 4 5  «Sai a lista de indicados ao Prêmio Shell de Teatro do RJ». Consultado em 19 de maio de 2022
23. 1 2 3 4 5  «Sai a lista aos indicados ao Prêmio Shell de Teatro». Consultado em 19 de maio de 2022
24. 1 2 3 4 5 6 7 8 9 10 11 12 13 14 15  «Sai a lista completa dos indicados ao Prêmio Shell de Teatro 2010 do RJ». Consultado em 20 de maio de 2022
25. 1 2 3 4 5 6 7 8 9 10 11 12 13 14 15 16 17 18 19 20 21  «Histórico de Vencedores do Prêmio Shell de Teatro» (PDF). Consultado em 19 de maio de 2022
26. ↑  «Prêmio Shell: conheça os vencedores do teatro paulistano». Consultado em 19 de maio de 2022
27. 1 2 3 4  «Espetáculo 'Caranguejo Overdrive' lidera premiação do Shell-Rio». Consultado em 19 de maio de 2022
28. 1 2 3 4 5 6 7 8 9 10 11 12 13  «PRÊMIO SHELL DE TEATRO DE SÃO PAULO E DO RIO DE JANEIRO COMPLETAM AS LISTAS DE  INDICAÇÕES DE 2017» (PDF). Consultado em 19 de maio de 2022
29. 1 2 3 4 5  «EM SEU 30º ANO, PRÊMIO SHELL DE TEATRO DO RIO DE JANEIRO CELEBRA A BRASILIDADE DE ARIANO SUASSUNA». Consultado em 19 de maio de 2022
30. 1 2 3 4  «PRÊMIO SHELL DE TEATRO ELEGE OS MELHORES EM SÃO PAULO». Consultado em 19 de maio de 2022
31. 1 2 3 4 5  «PRÊMIO SHELL DE TEATRO ELEGE OS MELHORES NO RIO DE JANEIRO». Consultado em 19 de maio de 2022
32. 1 2 3 4  «PRÊMIO SHELL DE TEATRO ELEGE OS MELHORES EM SP 2020». Consultado em 19 de maio de 2022
33. 1 2 3 4 5  «PRÊMIO SHELL DE TEATRO ELEGE OS MELHORES NO RJ 2020». Consultado em 19 de maio de 2022
34. ↑  «DIVERSIDADE MARCA A PREMIAÇÃO DO 33º PRÊMIO SHELL DE TEATRO». shell.com.br. Consultado em 7 de abril de 2023
35. 1 2 3 4 5 6 7 8 9 10  «PRÊMIO SHELL DE TEATRO ANUNCIA OS INDICADOS DE SUA 33ª EDIÇÃO». shell.com.br. Consultado em 7 de abril de 2023
36. ↑  «DIVERSIDADE MARCA A PREMIAÇÃO DO 33º PRÊMIO SHELL DE TEATRO». shell.com.br. Consultado em 7 de abril de 2023
37. 1 2 3 4 5 6 7 8  «Prêmio Shell 2024 amplia representatividade e laureia atriz indígena». vejasp.abril.com.br. Consultado em 16 de maio de 2024
38. ↑  «Confira a lista de vencedores do 35º Prêmio Shell de Teatro». shell.com.br. Consultado em 19 de março de 2025
39. 1 2 3 4 5 6  «PRÊMIO SHELL DE TEATRO ANUNCIA OS INDICADOS DE SUA 34ª EDIÇÃO». shell.com.br. Consultado em 19 de março de 2025
40. ↑  «Confira a lista de vencedores do 35º Prêmio Shell de Teatro». shell.com.br. Consultado em 19 de março de 2025